# Portul popular turcesc
Portul popular turcesc era compus din: pălărie rotundă, cămașă, caftan, pantaloni, turban și iminei la bărbați, iar la femei era compus din văl, colier, cercei, sutien, șalvari, coroniță pusă pe frunte și iminei. În prezent este altfel (tot cu un colier, șalvari și iminei), dar din rochie, cămașă, pălărie și pantofi.